# بلدة ليك ميلز (ويسكونسن)
ليك ميلز (بالإنجليزية: Lake Mills (town), Wisconsin)‏ هي بلدة تقع بولاية ويسكونسن في الولايات المتحدة. تبلغ مساحتها 84.4 (كم²)، وترتفع عن سطح البحر 256 م، بلغ عدد سكانها 2070 نسمة في عام 2010 حسب إحصاء مكتب تعداد الولايات المتحدة .

## وصلات خارجية
- www.townoflakemills.org
- The US50 - Cities and Towns in Wisconsin State
- Wisconsin Cities and Towns, Facts, Map, Flag, Colleges, Government, and More